# Bahnhof Trier-Pallien
Železniško postajališče Trier-Pallien je železniško postajališče v okrožju Pallien v Trierju. Postajališče ima 2 tira in dvigalo. Dvigalo bo predvidoma odprto junija 2025.  Obstajajo povezave do Luksemburga, Wittlicha in Saarburga.
Tukaj peljeta RB83 in RB84. Ob šestih zjutraj pelje vlak v Kaiserslautern (RB71), in pride okrog 13.30 nazaj na končno postajo (Trier Hafenstraße). Postajališče se nahaja na progi Weststrecke Trier in je bila odprta 3. marca 2025. 
Železniška postaja nudi povezave z avtobusnimi prevozi. Predhodna postaja je Trier-West, naslednja je Trier Hafenstraße.
Železniško postajališče se nahaja na reki Mozela, blizu Moselfesta.
Postaja leži na zahodnem delu Trierja.
1. ↑  »Stadt Trier - Projekt Weststrecke« (v nemščini). Pridobljeno 1. marca 2025.
2. ↑  »Stadt Trier - Projekt Weststrecke« (v nemščini). Pridobljeno 1. marca 2025.